# Уоспс
«Уоспс», ранее «Лондон Уоспс» (англ. Wasps RFC) — английский регбийный клуб. Основан в 1867 году.
Клуб непрерывно выступал в высшем дивизионе чемпионата Англии в сезонах 1987/88 — 2022/23 (не доиграв до конца последний из этих сезонов). В профессиональную эпоху «Уоспс» добились выдающихся успехов: Кубок Хейнекен был завоёван в 2004 и 2007 годах, Кубок вызова — в 2003 году, Англо-валлийский кубок — в 2006-м, Кубок Англии — в 1999 и 2000 годах, титулы чемпионов страны — в 1997, 2003—2005 и 2008 годах. Ещё один титул чемпионов Англии они завоевали в 1990 году до официальной профессионализации английского регби.
Из-за серьёзных финансовых проблем в октябре 2022 года клуб покинул Премьер-Лигу и расторг контракты с игроками в связи со введением внешнего управления. Он должен был начать сезон 2023/2024 в Чемпионшипе, но из-за нерешённых финансовых вопросов 18 мая 2023 года лишился профессионального статуса.
У команды несколько исторических соперников: «Харлекуинс» и «Лондон Айриш», противостояние с которыми носят название лондонских дерби, а также «Лестер Тайгерс», матчи против которых называются дерби М69.

## История

### 1866—1967
В 1866 году был создан футбольный клуб «Хэмпстед». Однако через год команда распалась на два коллектива, ныне известные как «Харлекинс» и «Уоспс». Выбор названия не случаен: в эпоху Виктории имена насекомых, животных и птиц были в моде. В декабре 1870 г. в газетах было опубликовано послание секретаря клуба «Ричмонд» Эдвина Эша: «Те, кто играет в регби, должны встретиться и создать единый свод норм, так как разные клубы соревнуются по отличным правилам, что затрудняет игру.»
На правах авторитетного коллектива «Уоспс» стали одними из основателей Регбийного союза (англ. Rugby Football Union). Учредительное заседание было назначено на 26 января 1871 г., но в спешке представитель клуба ошибся местом и даже датой встречи. По другой версии, он прибыл в другое заведение с таким же названием, но, выпив, был уже не в состоянии добраться в нужный паб. Таким образом, команда пропустила заседание и лишилась титула сооснователя лиги.
Первым стадионом клуба была арена «Финчли Роуд» на севере Лондона. Впоследствии были арендованы другие объекты, пока в 1923 г. «Уоспс» не переехали в район Садбери. Со временем клуб выкупил местное поле. В 1930-х коллектив переживал расцвет. Команда была одной из лучших в стране в начале десятилетия, а в сезоне 1930/31 регбисты ни разу не проиграли. Как раз в это время в клубе появился Невилл Комптон, капитан «ос» в 1939—1947 гг., позже секретарь и президент команды до 1988-го.
В команде выступали игроки сборных Англии (Тед Вудворд, Боб Стирлинг, Ричард Шарп, Дон Резерфорд) и Уэльса (Вивиэн Дженкинс, Харри Боукотт). В 1967 г. «Уоспс» отметили столетие клуба. К празднованиям были приурочены два матча, прошедшие на полях школы Регби (предполагается, что именно там Уильям Уэбб Эллис положил начало виду спорта). В первом из них соперником команды выступили «Барбэрианс», во втором — «Харлекинс».

### 1968—1994
В 1986 году клуб вышел в финал Англо-валлийского кубка, где уступил «Бату» со счётом 17—25. Следующий розыгрыш также завершался финалом между двумя командами, и вновь «Уоспс» проиграли (12—19). Роб Эндрю, игрок «ос», в матче сборных Англии и Румынии (1989 г.) выступил капитаном британцев. Аналогичную позицию он занимал в команде, завоевавшей титул чемпиона Премьер-лиги сезона 1989/90.

### 1995—1999
В 1995-м произошла третья встреча «Бата» и «Уоспс» в решающем матче АВК. Как и ранее, верх взяли спортсмены из Сомерсета (16-36).
После победы в национальном чемпионате «осы» часто входили в тройку призёров турнира, однако превзойти «Бат», лучший клуб Англии тех сезонов, им не удавалось. Многие эксперты отдавали предпочтение лондонцам в гонке за титул 1995/96 гг.. Перед стартом розыгрыша функции менеджера принял Роб Эндрю, оставаясь при этом действующим регбистом. К управлению клубом он привлёк других спортсменов, в том числе капитана Дина Райана. Через несколько недель команда стала показывать безвольную игру, став одной из первых жертв коммерциализации регби. Выправить ситуацию помогла смена капитана: новым лидером стал Лоуренс Даллаглио. «Уоспс» сумели финишировать на четвёртом месте, отстояв право участия в предстоящем сезоне кубка Хейнекен, дебютном для английских команд.
В 1997 г., по итогам первого официально профессионального сезона в истории английского регби, клуб во второй раз стал чемпионом страны. Не менее примечательны и перемены в структуре «Уоспс». Команда была поделена на профессиональный и любительский составы, профессионалы перешли под крыло холдинга Loftus Road (владелец футбольного клуба Куинз Парк Рейнджерс). По условиям сделки регбисты стали проводить домашние матчи на арене «Лофтус Роуд».
Через год команда в очередном раз добралась до финала АВК, где уступила звёздному составу «Сэрасинс». В 1999-м клуб с пятой попытки завоевал трофей, одолев в главном матче «Ньюкасл Фэлконс» (29-19). В сезоне 2000 г. состоялся третий подряд выход в финал. «Уоспс» защитили статус победителей кубка, переиграв «Нортгемптон Сэйнтс» (31-23).
В 1996—99 годах профессионалы «ос» выступали под названием РФК «Уоспс», затем коллектив официально был переименован в «Лондон Уоспс».

### 2000—2014
В 2001 г. бывший игрок в регбилиг Шон Эдвардс присоединился к «осам» в качестве тренера. Его работа оценивалась высоко, среди его заслуг т. н. «блиц-оборона», позволяющая сокрушать атаки соперников и начинать свои. Руководство «Уоспс» согласилось уступить «Лофтус Роуд» футбольной команде «Фулхэм», так как её стадион «Крэйвен Коттедж» реконструировался. С конца сезона 2001/02 регбисты арендовали арену «Адамс Парк» в Хай-Уикоме у другого футбольного клуба — «Уиком Уондерерс». Результаты на новом месте оказались настолько успешными, что через два года, получив возможность вернуться на «Лофтус», лондонцы ею не воспользовались.
В розыгрыше Европейского кубка вызова 2002/03 «Уоспс» дошли до финала, где встречались с извечным конкурентом, «Батом». Значительное превосходство спортсменов из Сомерсета осталось в прошлом: выиграл столичный клуб (48-30). Титул лучшей команды Англии того сезона также отошёл «осам». Заняв в регулярном чемпионате второе место, в плей-офф регбисты никого не пропустили вперёд. Финал против «Глостера» и вовсе вышел разгромным, против 39 очков «Уоспс» красно-белые заработали только 3.
В следующем сезоне, уже в кубке Хейнекен клуб занял первое место в своей группе. Стадии 1/4 и 1/2 финала также были пройдены. Соперником команды в финале стала «Тулуза». Англичане взяли верх в этом противостоянии, впервые завоевав трофей.

### 2014—2022
Летом 2014 года «Осы» убрали из названия приставку «Лондон», вернувшись к своему прежнему названию «Уоспс». Кроме того, осенью, клуб выкупил стадион «Ricoh Arena» (32 000 мест) в Ковентри. Оценочная сумма сделки около 30 млн. фунтов стерлингов.

### Финансовые проблемы: 2022—н.в.
15 мая 2022 года стало известно, что клуб «Уоспс» до сих пор не выплатил облигации от 2015 года на сумму в 35 млн. фунтов. Он не сумел этого сделать и к 13 августа, вследствие чего пошли слухи о возможном введении внешнего управления над командой, опровергнутые владельцем Дереком Ричардсоном.
21 сентября 2022 года «Уоспс» заявили, что из-за финансовых проблем вынуждены ввести внешнее управление. Заявка была подана 4 октября, а 12 октября клуб был снят со всех турниров из-за невозможности вывести команду на поле, и с 17 октября Wasps Holdings оказался под внешним управлением, а с игроками и тренерами были расторгнуты соглашения. Все результаты команды были аннулированы, а клуб был отправлен в Чемпионшип (второй по статусу после Премьер-Лиги). Общие долги клуба составляли 95 млн. фунтов.
30 октября поступили сообщения, что внешние владельцы приняли предложение у консорциума выкупить клуб, и Регбийный союз Англии потребовал решить проблему до Рождества. 16 декабря клуб подтвердил продажу и выход из-под внешнего управления, а также выполнение требований по возвращению в турниры: ожидалось, что в сезоне 2023/2024 клуб сыграет в Чемпионшипе. По сообщениям английских СМИ, футбольный клуб «Солихалл Мурс» мог позволить им использовать стадион «Дэмзон Парк» в качестве основного.
Однако финансовые проблемы так и остались неразрешёнными. 18 мая 2023 года Регбийный союз Англии лишил клуб профессионального статуса и исключил его из Чемпионшипа, фактически отправив его на самый нижний уровень системы регбийных лиг в Англии.